# World RX de Francia 2017
El World RX de Francia 2017, oficialmente Bretagne World RX of France, es una prueba de Rallycross en Francia válida para el Campeonato Mundial de Rallycross. Se celebró en el Circuito de Lohéac en Lohéac, Bretaña, Francia.
Johan Kristoffersson consiguió su cuarta victoria consecutiva y quinta de la temporada a bordo de su Volkswagen Polo GTI, seguido de Sébastien Loeb y Mattias Ekström.
En RX2 el francés Cyril Raymond consiguió su quinta victoria en la temporada, seguido del belga Guillaume De Ridder y letón Vasily Gryazin. Con esta victoria Cyril Raymond se consagró campeón del RX2 International Series.

## Supercar

### Series
| Pos. | No. | Piloto                | Equipo                    | Auto                | Q1  | Q2  | Q3  | Q4  | Pts |
| ---- | --- | --------------------- | ------------------------- | ------------------- | --- | --- | --- | --- | --- |
| 1    | 3   | Johan Kristoffersson  | PSRX Volkswagen Sweden    | Volkswagen Polo GTI | 1º  | 2º  | 3º  | 1º  | 16  |
| 2    | 9   | Sébastien Loeb        | Team Peugeot-Hansen       | Peugeot 208         | 2º  | 1º  | 4º  | 2º  | 15  |
| 3    | 1   | Mattias Ekström       | EKS RX                    | Audi S1             | 3º  | 6º  | 1º  | 5º  | 14  |
| 4    | 21  | Timmy Hansen          | Team Peugeot-Hansen       | Peugeot 208         | 5º  | 10º | 2º  | 3º  | 13  |
| 5    | 11  | Petter Solberg        | PSRX Volkswagen Sweden    | Volkswagen Polo GTI | 4º  | 8º  | 8º  | 4º  | 12  |
| 6    | 13  | Andreas Bakkerud      | Hoonigan Racing Division  | Ford Focus RS       | 7º  | 4º  | 9º  | 8º  | 11  |
| 7    | 43  | Ken Block             | Hoonigan Racing Division  | Ford Focus RS       | 6º  | 3º  | 5º  | 15º | 10  |
| 8    | 71  | Kevin Hansen          | Team Peugeot-Hansen       | Peugeot 208         | 13º | 7º  | 6º  | 7º  | 9   |
| 9    | 44  | Timo Scheider         | MJP Racing Team Austria   | Ford Fiesta         | 9º  | 15º | 11º | 6º  | 8   |
| 10   | 6   | Janis Baumanis        | STARD                     | Ford Fiesta         | 17º | 5º  | 7º  | 12º | 7   |
| 11   | 57  | Toomas Heikkinen      | EKS RX                    | Audi S1             | 12º | 11º | 10º | 10º | 6   |
| 12   | 15  | Reinis Nitišs         | EKS RX                    | Audi S1             | 8º  | 14º | 13º | 9º  | 5   |
| 13   | 87  | Jean-Baptiste Dubourg | DA Racing                 | Peugeot 208         | 14º | 17º | 14º | 11º | 4   |
| 14   | 68  | Niclas Grönholm       | GRX                       | Ford Fiesta         | 11º | 16º | 16º | 13º | 3   |
| 15   | 7   | Timur Timerzyanov     | STARD                     | Ford Fiesta         | 15º | 13º | 22º | 13º | 2   |
| 16   | 96  | Kevin Eriksson        | MJP Racing Team Austria   | Ford Fiesta         | 10º | 12º | DNF | 16º | 1   |
| 17   | 51  | Nico Müller           | EKS RX                    | Audi S1             | 24º | 9º  | 15º | 17º |     |
| 18   | 40  | Gaëtan Sérazin        | Gaëtan Sérazin            | Peugeot 208         | 16º | 18º | 18º | 21º |     |
| 19   | 36  | Guerlain Chicherit    | Guerlain Chicherit        | Renault Clio        | 19º | 19º | 19º | 22º |     |
| 20   | 84  | "Knapick"             | Hervé "Knapick" Lemonnier | Citroën DS3         | 21º | 21º | 12º | DNF |     |
| 21   | 78  | Laurent Bouliou       | Laurent Bouliou           | Peugeot 208         | 20º | 23º | 24º | 18º |     |
| 22   | 10  | "Csucsu"              | Speedy Motorsport         | Kia Rio             | 22º | 25º | 20º | 20º |     |
| 23   | 66  | Grégoire Demoustier   | DA Racing                 | Peugeot 208         | 23º | 24º | 23º | 19º |     |
| 24   | 58  | Alister McRae         | LOCO World RX Team        | Volkswagen Polo     | 18º | 20º | 21º | DNS |     |
| 25   | 21  | Emmanuel Anne         | Emmanuel Anne             | Peugeot 208         | DNS | 22º | 17º | 23º |     |

### Semifinales
Semifinal 1
| Pos. | No. | Piloto               | Equipo                   | Tiempo   | Pts |
| ---- | --- | -------------------- | ------------------------ | -------- | --- |
| 1    | 3   | Johan Kristoffersson | PSRX Volkswagen Sweden   | 4:08.345 | 6   |
| 2    | 11  | Petter Solberg       | PSRX Volkswagen Sweden   | +0.541   | 5   |
| 3    | 1   | Mattias Ekström      | EKS RX                   | +3.386   | 4   |
| 4    | 44  | Timo Scheider        | MJP Racing Team Austria  | +5.573   | 3   |
| 5    | 57  | Toomas Heikkinen     | EKS RX                   | +12.987  | 2   |
| 6    | 43  | Ken Block            | Hoonigan Racing Division | +24.866  | 1   |

Semifinal 2
| Pos. | No. | Piloto           | Equipo                   | Tiempo   | Pts |
| ---- | --- | ---------------- | ------------------------ | -------- | --- |
| 1    | 21  | Timmy Hansen     | Team Peugeot-Hansen      | 4:12.656 | 6   |
| 2    | 9   | Sébastien Loeb   | Team Peugeot-Hansen      | +0.335   | 5   |
| 3    | 13  | Andreas Bakkerud | Hoonigan Racing Division | +1.778   | 4   |
| 4    | 6   | Jānis Baumanis   | STARD                    | +6.466   | 3   |
| 5    | 71  | Kevin Hansen     | Team Peugeot-Hansen      | +37.008  | 2   |
| 6    | 15  | Reinis Nitišs    | EKS RX                   | +39.535  | 1   |

### Final
| Pos. | No. | Piloto               | Equipo                   | Tiempo    | Pts |
| ---- | --- | -------------------- | ------------------------ | --------- | --- |
| 1    | 3   | Johan Kristoffersson | PSRX Volkswagen Sweden   | 04:08.408 | 8   |
| 2    | 9   | Sébastien Loeb       | Team Peugeot-Hansen      | +3.581    | 4   |
| 3    | 1   | Mattias Ekström      | EKS RX                   | +4.586    | 3   |
| 4    | 13  | Andreas Bakkerud     | Hoonigan Racing Division | +7.386    | 2   |
| 5    | 11  | Petter Solberg       | PSRX Volkswagen Sweden   | +38.690   | 5   |
| 6    | 21  | Timmy Hansen         | Team Peugeot-Hansen      | DNF       | 1   |

## RX2 International Series

### Series
| Pos. | No. | Piloto              | Equipo                     | Q1  | Q2  | Q3  | Q4  | Pts |
| ---- | --- | ------------------- | -------------------------- | --- | --- | --- | --- | --- |
| 1    | 13  | Cyril Raymond       | Olsbergs MSE               | 1º  | 1º  | 1º  | 1º  | 16  |
| 2    | 96  | Guillaume De Ridder | Guillaume De Ridder        | 2º  | 5º  | 2º  | 2º  | 15  |
| 3    | 55  | Vasily Gryazin      | Sports Racing Technologies | 14º | 6º  | 3º  | 3º  | 14  |
| 4    | 6   | William Nilsson     | JC Raceteknik              | 3º  | 3º  | 13º | 13º | 13  |
| 5    | 52  | Simon Olofsson      | Simon Olofsson             | 4º  | 7º  | 10º | 10º | 12  |
| 6    | 56  | Thomas Holmen       | Bard Holmen                | 10º | 11º | 6º  | 5º  | 11  |
| 7    | 40  | Dan Rooke           | Dan Rooke                  | 11º | 2º  | 14º | 8º  | 10  |
| 8    | 9   | Glenn Haug          | Glenn Haug                 | 13º | 12º | 4º  | 4º  | 9   |
| 9    | 69  | Sondre Evjen        | JC Raceteknik              | 8º  | 4º  | 12º | 9º  | 8   |
| 10   | 19  | Andreas Bäckman     | Olsbergs MSE               | 12º | 9º  | 8º  | 6º  | 7   |
| 11   | 8   | Simon Wågø Syversen | Set Promotion              | 5º  | 8º  | 9º  | 15º | 6   |
| 12   | 12  | Anders Michalak     | Anders Michalak            | 9º  | 10º | 5º  | 14º | 5   |
| 13   | 51  | Sandra Hultgren     | Sandra Hultgren            | 15º | 14º | 11º | 7º  | 4   |
| 14   | 26  | Jessica Bäckman     | Olsbergs MSE               | 6º  | 15º | 15º | 12º | 3   |
| 15   | 11  | Tanner Whitten      | Olsbergs MSE               | 7º  | 13º | 7º  | 11º | 2   |

### Semifinales
Semifinal 1
| Pos. | No. | Piloto              | Equipo                     | Tiempo   | Pts |
| ---- | --- | ------------------- | -------------------------- | -------- | --- |
| 1    | 13  | Cyril Raymond       | Olsbergs MSE               | 4:18.928 | 6   |
| 2    | 55  | Vasily Gryazin      | Sports Racing Technologies | +5.541   | 5   |
| 3    | 8   | Simon Wågø Syversen | Set Promotion              | +6.234   | 4   |
| 4    | 40  | Dan Rooke           | Dan Rooke                  | +15.223  | 3   |
| 5    | 69  | Sondre Evjen        | JC Raceteknik              | +33.555  | 2   |
| 6    | 52  | Simon Olofsson      | Simon Olofsson             | DNF      | 1   |

Semifinal 2
| Pos. | No. | Piloto              | Equipo              | Tiempo   | Pts |
| ---- | --- | ------------------- | ------------------- | -------- | --- |
| 1    | 96  | Guillaume De Ridder | Guillaume De Ridder | 4:20.353 | 6   |
| 2    | 56  | Thomas Holmen       | Bard Holmen         | +5.232   | 5   |
| 3    | 12  | Anders Michalak     | Anders Michalak     | +7.259   | 4   |
| 4    | 19  | Andreas Bäckman     | Olsbergs MSE        | +19.335  | 3   |
| 5    | 9   | Glenn Haug          | Glenn Haug          | +50.046  | 2   |
| 6    | 6   | William Nilsson     | JC Raceteknik       | DNF      | 1   |

### Final
| Pos. | No. | Piloto              | Equipo                     | Tiempo    | Pts |
| ---- | --- | ------------------- | -------------------------- | --------- | --- |
| 1    | 13  | Cyril Raymond       | Olsbergs MSE               | 04:18.164 | 8   |
| 2    | 96  | Guillaume De Ridder | Guillaume De Ridder        | +0.438    | 5   |
| 3    | 55  | Vasily Gryazin      | Sports Racing Technologies | +3.008    | 4   |
| 4    | 8   | Simon Wågø Syversen | Set Promotion              | +8.598    | 3   |
| 5    | 12  | Anders Michalak     | Anders Michalak            | +12.133   | 2   |
| 6    | 56  | Thomas Holmen       | Bard Holmen                | DNF       | 1   |

## Campeonatos tras la prueba
| Pos | Piloto               | Pts | Dif |
| --- | -------------------- | --- | --- |
| 1   | Johan Kristoffersson | 241 |     |
| 2   | Petter Solberg       | 195 | +46 |
| 3   | Mattias Ekström      | 180 | +61 |
| 4   | Sébastien Loeb       | 169 | +72 |
| 5   | Timmy Hansen         | 155 | +86 |

| Pos | Piloto              | Pts | Dif |
| --- | ------------------- | --- | --- |
| 1   | Cyril Raymond       | 168 |     |
| 2   | Dan Rooke           | 137 | +31 |
| 3   | Guillaume De Ridder | 115 | +53 |
| 4   | William Nilsson     | 89  | +79 |
| 5   | Tanner Whitten      | 85  | +83 |

- Nota: Sólo se incluyen las cinco posiciones principales.